# Stara Dąbrowa (Damnica)
Stara Dąbrowa (deutsch Alt Damerow, Kreis Stolp/Pommern, kaschubisch: Starô Dãbrowa) ist ein Dorf in der polnischen Woiwodschaft Pommern und gehört zur Gmina Damnica (Hebrondamnitz) im Kreis Słupsk (Stolp).

## Geographische Lage
Das Dorf liegt in Hinterpommern, in der Ebene östlich von Słupsk (Stolp) zwischen den Flüssen Słupia (Stolpe) und Łupawa (Lupow), auf drei Seiten von Wald umgeben, etwa zwanzig Kilometer östlich von Slupsk. 
Nachbarorte sind: im Norden Damnica (Hebrondamnitz), im Osten Łębień (Labehn) und Rębowo (Rambow), im Süden Nowa Dąbrowa (Neu Damerow) und im Westen Zagórzyca (Sageritz).

## Geschichte
Der Siedlungsform nach ist Alt Damerow ein kleines Gassendorf. In preußischer Zeit war es eines von 18 königlichen Dörfern, die dem Amt Stolp (heute polnisch: Słupsk) unterstanden. Im Jahre 1732 sind für Alt Damerow notiert: 1 Schulze, 6 Bauern und 2 Kossäten. 1784 sind es bereits 10 Bauern (darunter der Schulze, der zugleich königlicher Holzwärter war) und vier neue auf dem abgebauten Vorwerk angesetzte Bauern und zwei Büdner – bei insgesamt 13 Feuerstellen.
Bis 1945 war Alt Damerow ein Ort im Amts- und Standesamtsbezirk Ramnitz (bis 1937 Wendisch Karstnitz, heute polnisch: Karznica), im Gendarmeriebereich Velsow (Wieliszewo) und im Amtsgerichtsbezirk Stolp. Es gehörte zum Landkreis Stolp im Regierungsbezirk Köslin der preußischen Provinz Pommern des Deutschen Reichs.
Am 8. März 1945 trafen russische Truppen in Alt Damerow ein und besetzten den Ort. Durch Panzerbeschuss gingen mehrere Gehöfte in Flammen auf. Nach Beendigung der Kampfhandlungen wurde der Ort zusammen mit ganz Hinterpommern seitens der sowjetischen Besatzungsmacht der Volksrepublik Polen zur Verwaltung überlassen. Die Russen blieben bis Ende 1945 im Ort, danach drangen polnische Zivilisten ein und vertrieben seine Bewohner. Alt Damerow wurde unter der polonisierten Ortsbezeichnung  Stara Dąbrowa verwaltet.
Später wurden in der Bundesrepublik Deutschland 157 und in der DDR 126 aus Alt Damerow vertriebene Dorfbewohner ermittelt.
Der Ort ist heute ein Teil der Gmina Damnica im Powiat Słupski der Woiwodschaft Pommern (bis 1998 Woiwodschaft Stolp).

## Kirche
Vor 1945 waren alle Einwohner Alt Damerows evangelischer Konfession. Das Dorf gehörte mit den Orten Deutsch Karstnitz (1938–45 Karstnitz, heute polnisch: Karżniczka), Ludwigslust (Sąborze), Mahnwitz (Mianowice), Neu Damerow (Nowa Dąbrowa), Sageritz (Zagórzyca) und Papritzfelde (Paprzyce) zum Kirchspiel Sageritz (Zagórzyca) im Kirchenkreis Stolp-Altstadt (Słupsk-Stare Miasto) der Kirchenprovinz Pommern der Kirche der Altpreußischen Union.
Wegen der weiten Entfernung zum Kirchdorf wurden Gottesdienste häufig auch in der Alt Damerower Schule gehalten. Hinter dem Friedhof lag – auf dem Weg nach Sageritz – die erwähnenswerte Waldkirche. Letzter deutscher Geistlicher war Pfarrer Walter Borchardt.
Seit 1945 sind die Bewohner des Dorfs fast ausnahmslos katholischer Konfession. Weiterhin ist Zagórzyca (Sageritz) Pfarrsitz der nun Parafia św. Józefa (St. Josef) genannten Pfarrei im Dekanat Główczyce im Bistum Pelplin der Katholischen Kirche in Polen.
Hier lebende evangelische Kirchenglieder sind jetzt dem Pfarramt in Słupsk (Stolp) in der Diözese Pommern-Großpolen der Evangelisch-Augsburgischen Kirche in Polen zugeordnet.

## Schule
In der vor 1945 zweistufigen Volksschule von Alt Damerow unterrichteten zwei Lehrer in zwei Klassen etwa 70 Schulkinder. Die Namen der letzten deutschen Lehrer sind Strelow und Vangerow.

## Verkehr
Entlang der südlichen Gemeindegrenze verläuft die polnische Landesstraße 6 (ehemalige deutsche Reichsstraße 2, heute auch Europastraße 28), die von Stettin bis nach Danzig und weiter nach Pruszcz Gdański (Praust) führt. 
Im Gemeindeamtssitz Damnica (Hebrondamnitz), der sieben Kilometern entfernt ist, befindet sich die nächste Bahnstation an der Staatsbahnlinie 202 von Stargard (Stargard in Pommern) nach Danzig.